# ورس (البرز)
وِرس، روستایی در دهستان حصار خروان، بخش محمدیه، شهرستان البرز، استان قزوین، ایران است. براساس سرشماری مرکز آمار ایران در سال ۱۳۹۵، جمعیت آن ۷۸۶ نفر (۲۱۴ خانوار) بوده است.
مردم به زبان تاتی گویش طالقانی که از خانواده تاتی مازندرانی هست صحبت می کنند.

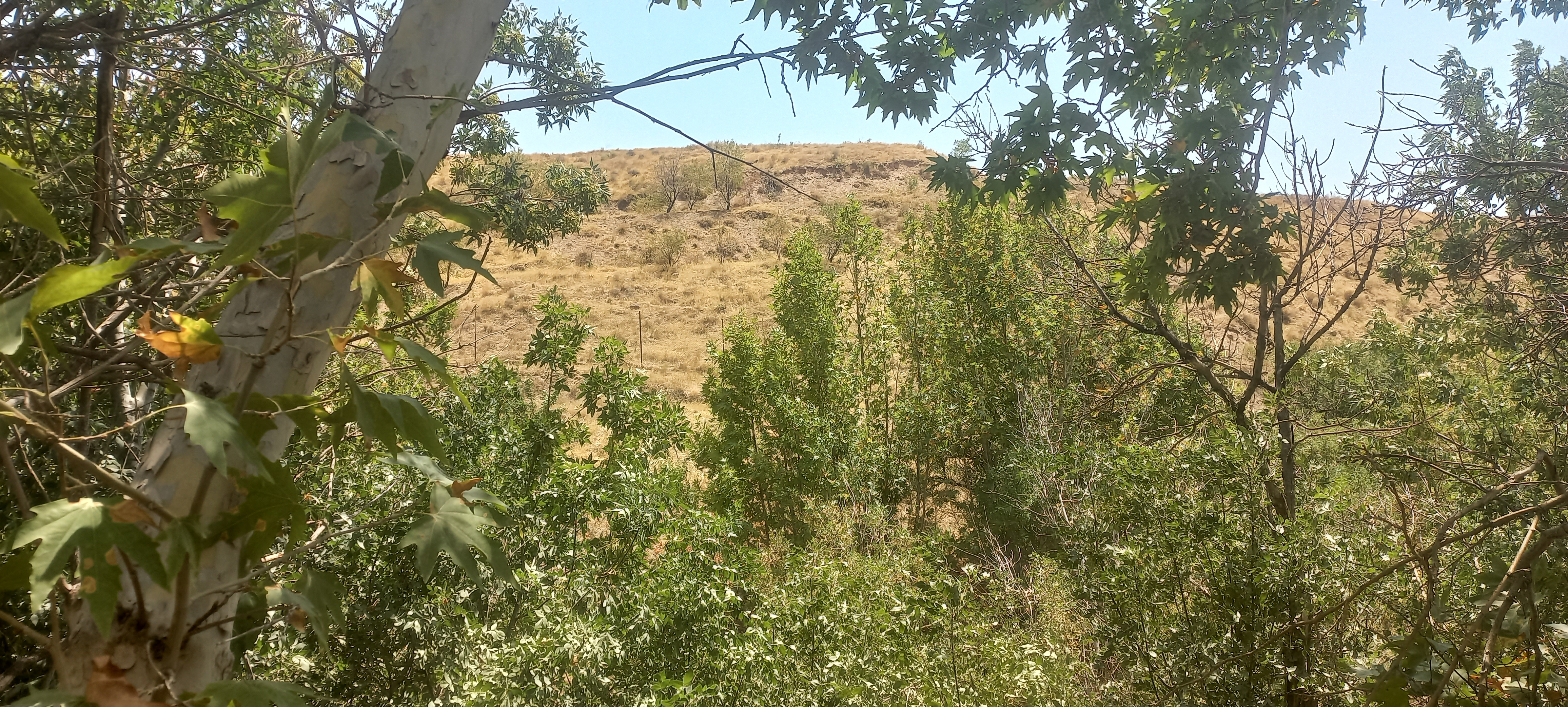

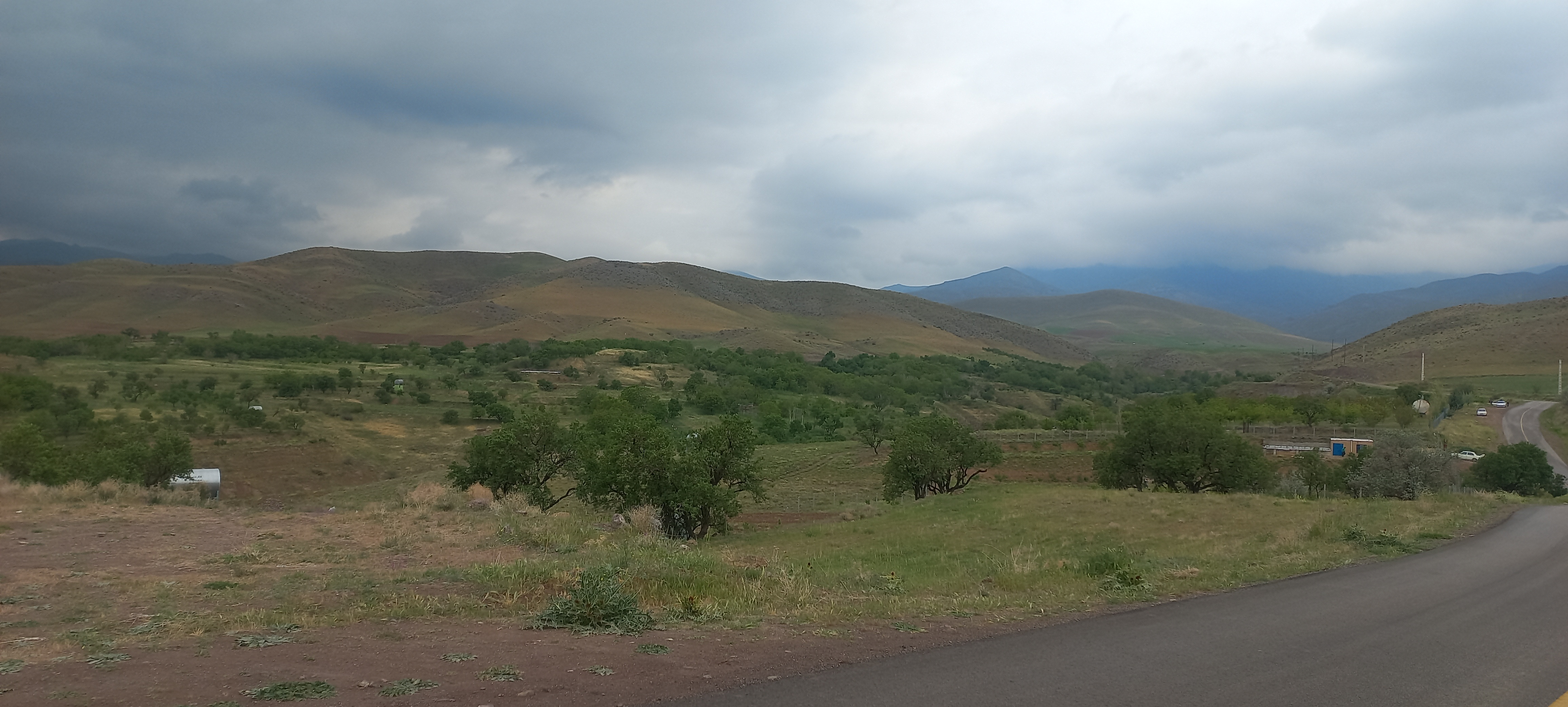

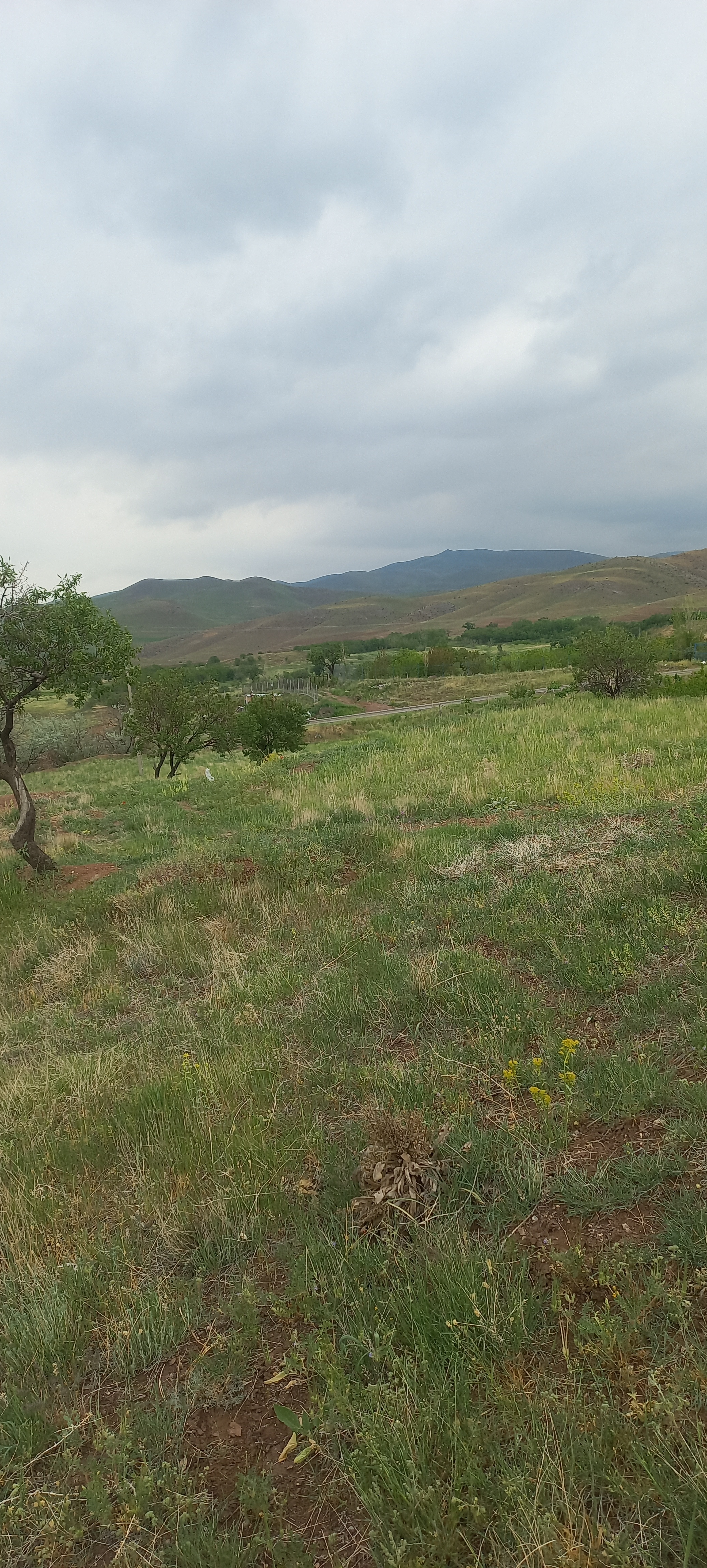

## جغرافیا
روستای ورس در دامنه های جنوبی رشته کوه البرز قرار دارد و در دو طرف روستا رودخانه های فصلی وجود دارد، تپه های نسبتا مرتفع نیز در قسمت جنوب و شمال و جنوب غرب، روستا را احاطه کرده اند و با ارتفاع ۱۶۵۰ متر از سطح دریا دارای آب و هوای سرد و کوهستانی می باشد

## کشاورزی
محصولات کشاورزی روستای ورس عمدتا دیمی هستند از قبیل گندم، جو،عدس نخود و محصولات جالیزی.
محصولات باغی نیز، بادام گردو، انگور و ... هستند.

## گردشگری
روستای ورس به دلیل قرار گرفتن در بین دو دره و وجود آبشار در پایین روستا و آب و هوای فرح بخش و مطبوع روستای مقصد گردشگری شهرستان البرز استان قزوین انتخاب شده است که سالانه گردشگران زیادی را پذیرا هست.

## فرهنگ
مردمان روستای ورس بسیار مهمان نواز هستند و  دارای خلق و خوی شوخ طبعی فراوان و دوست داشتنی می باشند.